# 圣布朗卡尔
圣布朗卡尔（法語：Saint-Blancard，法語發音：[sɛ̃ blɑ̃kaʁ]）是法国热尔省的一个市镇，属于米朗德区。

## 地理
圣布朗卡尔（43°20'39"N, 0°38'48"E）面积14.87 平方千米，位于法国奧克西塔尼大區热尔省，该省份为法国西南部内陆省份，北起顺时针与洛特-加龙省、塔恩-加龙省、上加龙省、上比利牛斯省、大西洋比利牛斯省和朗德省接壤。
与圣布朗卡尔接壤的市镇（或旧市镇、城区）包括：佩吉扬、内尼冈、卡巴卢马塞、拉拉讷阿尔凯、马南蒙塔内、萨尔科。

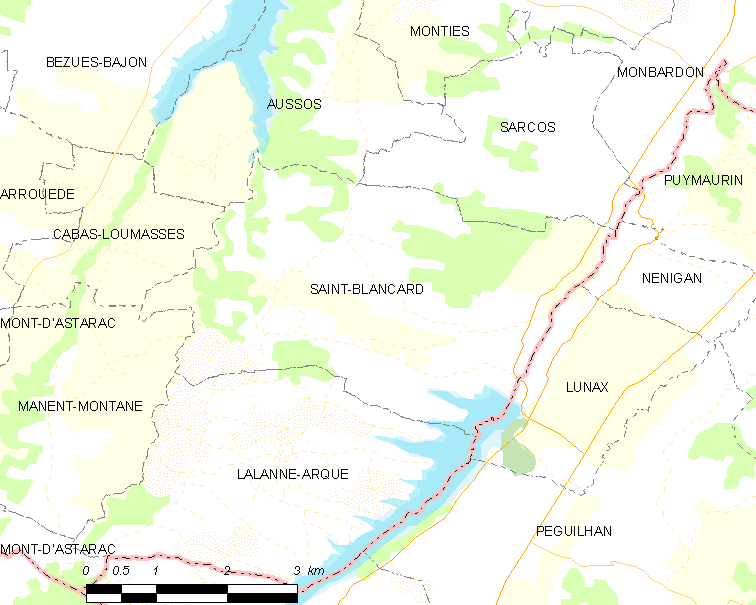
圣布朗卡尔的OSM定位图

圣布朗卡尔的时区为UTC+01:00、UTC+02:00（夏令时）。

## 行政
圣布朗卡尔的邮政编码为32140，INSEE市镇编码为32365。

## 政治
圣布朗卡尔所属的省级选区为阿斯塔拉克-日莫讷县。

## 人口

1962-2008年间圣布朗卡尔人口变化图示

圣布朗卡尔于2022年1月1日时的人口数量为281人。